# La Misa
La Misa es un pueblo del municipio de Guaymas, ubicado en el sur del estado mexicano de Sonora, en el valle del Yaqui. El pueblo es la cuarta localidad más habitada del municipio, ya que según los datos del Censo de Población y Vivienda realizado en 2010 por el Instituto Nacional de Estadística y Geografía (INEGI), La Misa tiene un total de 407 habitantes.

## Fundación
El pueblo fue fundado en el año de 1817 a partir de que el misionero jesuita Eusebio Francisco Kino diera una misa religiosa a los indios yaquis que habitaban está zona del valle, cuando este se encontraba evangelizando gran parte del noroeste de la Nueva España.
En los años 1860 era ya una hacienda, propiedad de José María Maytorena, gobernador del estado, el cual la convirtió en una de las más prósperas de la región.

## Geografía
La Misa se sitúa en las coordenadas geográficas 28°22'38" de latitud norte y 110°31'53" de longitud oeste del meridiano de Greenwich, a una elevación de 176 metros sobre el nivel del mar.